# Нетупа
Нету́па (пол. Nietupa, бел. Няту́па) — река в Польше и Белоруссии, протекает по территории Подляского воеводства и Гродненской области, левый приток Свислочи. Длина реки — 18 км, из них 1,3 км нижнего течения в Белоруссии
Исток реки находится в Польше в Кнышинской пуще около деревни Нова-Гжибовщизна в 7 км к юго-западу от города Крынки (город). От истока течёт на юго-восток, затем поворачивает на северо-восток. Высота истока над уровнем моря — выше 135,8 м.
В 2 км к востоку от деревни Диневичы Берестовицкого района пересекает государственную границу, в 500 метрах восточнее этой деревни впадает в Свислочь. Русло на территории Белоруссии канализировано. Приток — Плебанка (левый).